# Evgenija Radanova
Evgenija Nikolova Radanova (in bulgaro Евгения Николова Раданова?; Sofia, 4 novembre 1977) è una pattinatrice di short track e pistard bulgara.

## Carriera
Ha partecipato a cinque edizioni dei Giochi olimpici invernali, Lillehammer 1994, Nagano 1998, Salt Lake City 2002, Torino 2006 e Vancouver 2010, vincendo due medaglie d'argento nei 500 metri ed una di bronzo nei 1500. Convinta da un allenatore della squadra nazionale bulgara, ha partecipato ai Giochi estivi di Atene 2004 nel ciclismo su pista nella gara dei 500 metri, arrivando dodicesima. È l'attuale detentrice del record nei 500 m (43.671 secondi), realizzato il 19 ottobre 2001 a Calgary.
La Radanova si è allenata in Italia, anche se ha trascorso la maggior parte della sua carriera con la Slavia Sofia Sports Club e con la Vasil Levski National Sports Academy a Sofia in Bulgaria.
Dal 6 agosto al 7 novembre 2014 è stata ministro dello sport nel Governo Bliznaški.

## Palmarès
- Campionati mondiali

Gjøvik 1995 - 3000 m: 3º
Vienna 1998 - 1500 m: 3º
Vienna 1998 - 3000 m: 3º
Sofia 1999 - 500 m: 2º
Sofia 1999 - 3000 m staf.: 3º
Sheffield 2000 - 500 m: 1º
Jeonju 2001 - 1500 m: 2º
Jeonju 2001 - 3000 m: 3º
Jeonju 2001 - 3000 m staf.: 3º
Jeonju 2001 - Generale: 3º
Montréal 2002 - 500 m: 2º
Montréal 2002 - 1000 m: 3º
Montréal 2002 - Generale: 3º
Montréal 2002 - 3000 m: 2º
Varsavia 2003 - 1000 m: 1º
Varsavia 2003 - 3000 m staf.: 3º
- Giochi olimpici

Lillehammer 1994 - 500 m Short track: 23º
Lillehammer 1994 - 1000 m Short track: 21º
Nagano 1998 - 500 m Short track: squalificata
Nagano 1998 - 1000 m Short track: 11º
Salt Lake City 2002 - 500 m Short track:  Argento
Salt Lake City 2002 - 1000 m Short track: 5º
Salt Lake City 2002 - 1500 m Short track:  Bronzo
Salt Lake City 2002 - Staffetta 3000 m Short track: 6º
Atene 2004 - Velocità: 12º
Torino 2006 - 500 m Short track:  Bronzo
Torino 2006 - 1000 m Short track: squalificata
Torino 2006 - 1500 m Short track: 6º